# Trosia dimas
Trosia dimas is een vlinder uit de familie van de Megalopygidae. De wetenschappelijke naam van de soort is voor het eerst geldig gepubliceerd in 1775 door Pieter Cramer.

## Beschrijving
De buik, de poten, het hoofd en de achtervleugels hebben rood of roze. De borstkas heeft 6 rode stippen.
Net uitgekomen exemplaren hebben harige witte borstkas en klein witte vleugels waar een lichte rozig rode kleur van de ondervleugels doorschijnen.

## Taxonomie
De Trosia dimas maakt deel uit van het geslacht Trosia, waarvan er minstens 17 soorten zijn beschreven. Er bestaat echter enige twijfel over dit aantal, want mogelijk zijn een aantal van die 17 soortnamen synoniem voor de Trosia dimas

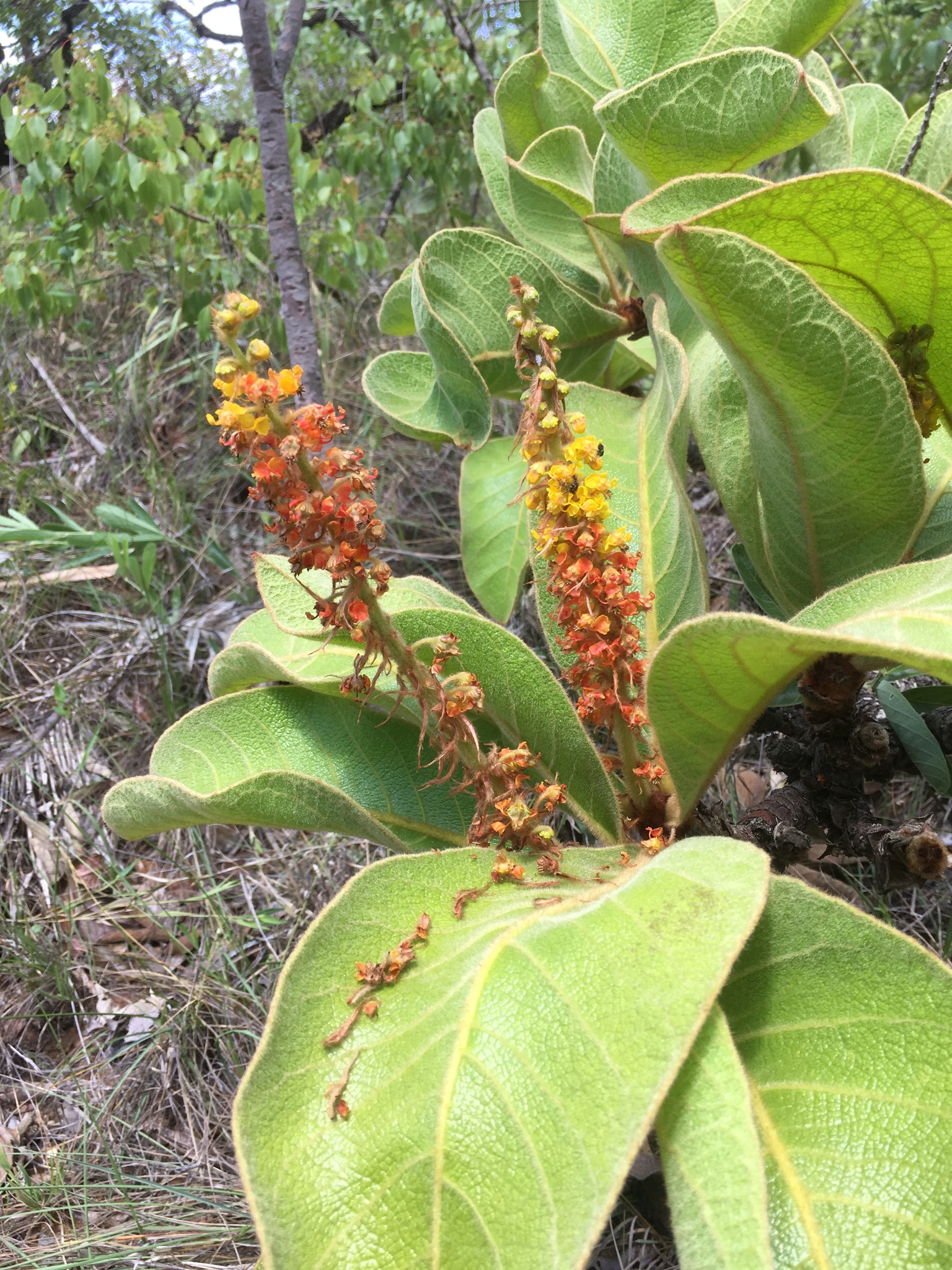
De Byrsonima coccolobifolia is de waardplant van de Trosia dimas

## Habitat
De soort wordt voornamelijk gevonden in zowel regenwouden als nevelwouden en dat op een hoogte tussen de 300-1700m De Byrsonima coccolobifolia is beschreven als waardplant voor de rupsen van deze soort.

## Voorkomen
Trosia Dimas is waargenomen in Colombia, Venezuela, Ecuador, Brazil and Peru.. Verschillende gegevens vanuit collecties en burgerwetenschapinitiatieven suggereren dat de soort voorkomt in Zuid-Amerika, Midden-Amerika en Noord-Amerika.